# Janty Yates
Janet Yates, detta Janty (Londra, 1950), è una costumista britannica. Frequente collaboratrice di Ridley Scott, nel 2001 ha vinto l'Oscar ai migliori costumi per Il gladiatore.

## Filmografia (parziale)
- L'inglese che salì la collina e scese da una montagna (The Englishman Who Went Up a Hill But Came Down a Mountain), regia di Christopher Monger (1995)
- Jude, regia di Michael Winterbottom (1996)
- L'uomo che sapeva troppo poco (The Man Who Knew Too Little), regia di Jon Amiel (1997)
- Benvenuti a Sarajevo (Welcome To Sarajevo), regia di Michael Winterbottom (1997)
- Plunkett & Macleane, regia di Jake Scott (1999)
- Il gladiatore (Gladiator), regia di Ridley Scott (2000)
- Charlotte Gray, regia di Gillian Armstrong (2001)
- Il nemico alle porte (Enemy at the Gates), regia di Jean-Jacques Annaud (2001)
- Hannibal, regia di Ridley Scott (2001)
- De-Lovely - Così facile da amare (De-Lovely), regia di Irwin Winkler (2004)
- Le crociate - Kingdom of Heaven (Kingdom of Heaven), regia di Ridley Scott (2005)
- Miami Vice, regia di Michael Mann (2006)
- American Gangster, regia di Ridley Scott (2007)
- Nessuna verità (Body of Lies), regia di Ridley Scott (2008)
- Robin Hood, regia di Ridley Scott (2010)
- Prometheus, regia di Ridley Scott (2012)
- The Counselor - Il procuratore (The Counselor) regia di Ridley Scott (2013)
- Exodus - Dei e re (Exodus: Gods and Kings), regia di Ridley Scott (2014)
- Sopravvissuto - The Martian (The Martian), regia di Ridley Scott (2015)
- Alien: Covenant, regia di Ridley Scott (2017)
- Tutti i soldi del mondo (All the Money in the World), regia di Ridley Scott (2017)
- The Last Duel, regia di Ridley Scott (2021)
- House of Gucci, regia di Ridley Scott (2021)
- Napoleon, regia di Ridley Scott (2023)
- Il gladiatore II (Gladiator II), regia di Ridley Scott (2024)